# Friederikeneiche
Koordinaten: 53° 4′ 15″ N, 8° 28′ 40″ O
Die Friederikeneiche ist ein Naturdenkmal in der niedersächsischen Gemeinde Hude im Landkreis Oldenburg.

## Beschreibung
Die Stieleiche befindet sich im etwa 20 Kilometer östlich von Oldenburg gelegenen Hasbruch, einem unter Naturschutz  stehenden Eichen- und Hainbuchenwald. Hier befindet sie sich im westlichen Teil am Friederikenpadd, der zwischen dem Hohenbökener Weg und der Liebesallee liegt. Ihr Stamm hat einen Umfang von 8,11 Meter, in etwa 1 Meter Höhe verzweigt sie sich. Der Brusthöhenumfang beträgt 7,81 m (2014).

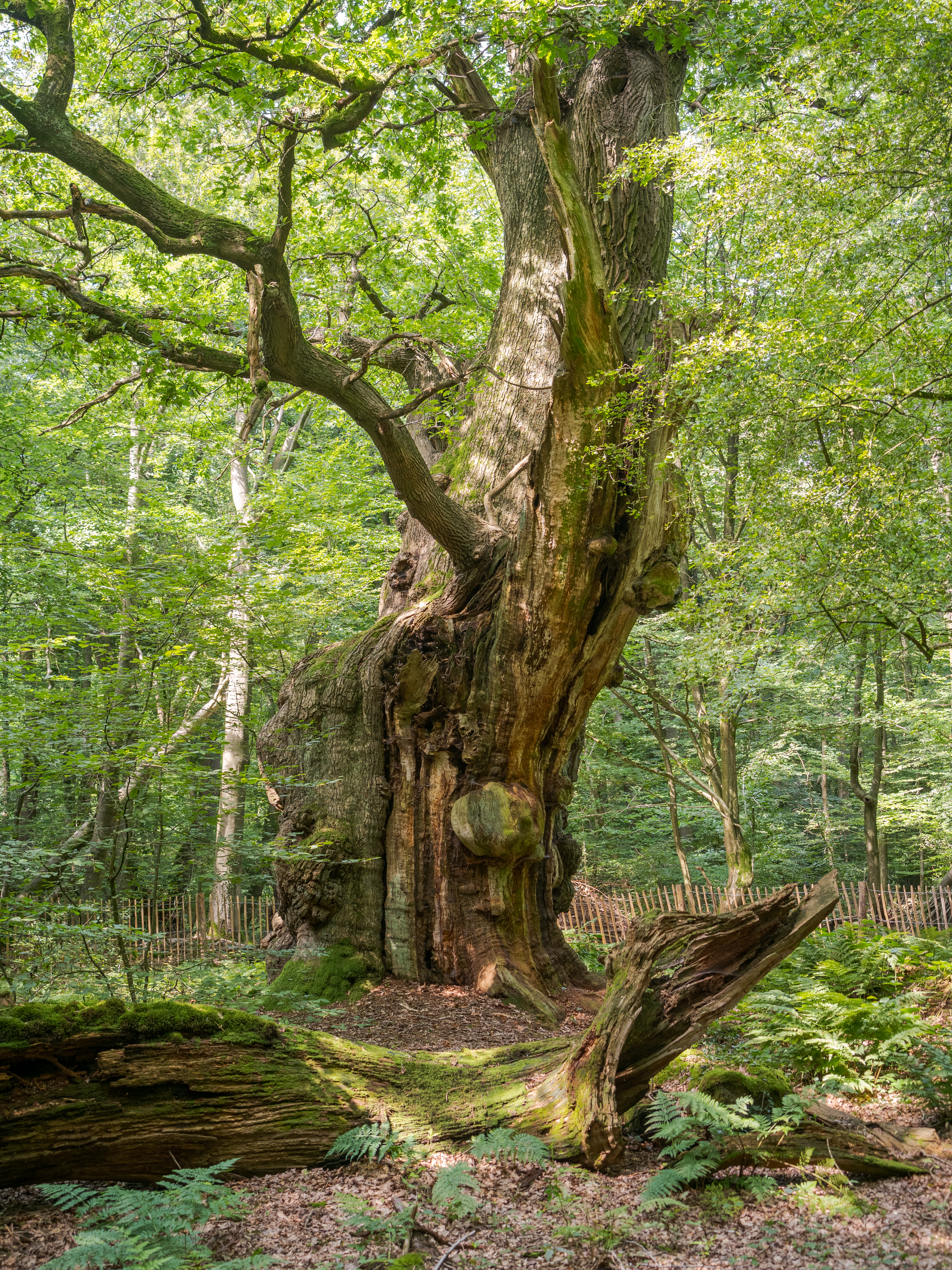
Die Friederikeneiche im Juli 2024

## Geschichte
Für die Friederikeneiche liegen stark voneinander abweichende Altersangaben vor. Einige Quellen geben ein geschätztes Alter von 1200 Jahren an, was den Baum zur ältesten heute lebenden Eiche im Hasbruch und einer der ältesten Eichen in Deutschland machen würde. Andere Fachleute schätzen das Alter jedoch auf lediglich 600–700 Jahre.
Ihr eigenartiger Wuchs ist auf eine alte Form der Viehhaltung, die Waldweide, zurückzuführen, in das Laub der Bäume durch Schneitelung als Viehfutter diente. Das im Mittelalter in den Hasbruch getriebene Vieh ernährte sich dort unter anderem vom Laub im Sommer heruntergeschnittener Äste und auch von den Trieben und Knospen der nachwachsenden Bäume.

## Namensgebung
Die Friederikeneiche und auch die 1982 umgestürzte Amalieneiche dürften in der ersten Hälfte des 19. Jahrhunderts ihre Namen bekommen haben. Beide wurden nach den Töchtern Friederike und Amalie des Großherzogs Paul Friedrich August (1783–1853) benannt.

## Projekt Nachkommen der Friederikeneiche
Ziel des Projektes der Umweltstiftung Weser-Ems in Kooperation mit den Niedersächsische Landesforsten ist es, aus den Eicheln der Friederikeneiche junge Eichen heranzuziehen. Die jungen Bäume sollen dann im ehemaligen Gebiet des Großherzogtum Oldenburg an ausgewählten Standorten gepflanzt werden. Die Nachkömmlinge der alten Eiche stehen als sichtbare Botschafter für den Umwelt- und Klimaschutz.